# Lista siturilor arheologice din județul Sălaj - A
Lista siturilor arheologice din județul Sălaj - A conține toate siturile arheologice din județul Sălaj înscrise în Repertoriul Arheologic Național (RAN) și aflate în localități al căror nume începe cu litera A. RAN este administrat de Ministerul Culturii și Patrimoniului Național și cuprinde date științifice, cartografice, topografice, imagini și planuri, precum și orice alte informații privitoare la zonele cu potențial arheologic, studiate sau nu, încă existente sau dispărute.
Puteți căuta un sit din localitățile care încep cu litera A folosind formularul de mai jos sau puteți naviga prin toate siturile din județ la Lista siturilor arheologice din județul Sălaj.
| Cod RAN                                 | Denumire | Localitate                           | Adresă            | Datare                          | Descoperit | Coordonate | Imagine           | Erori            |
| --------------------------------------- | --- | ------------------------------------ | ----------------- | ------------------------------- | ---------- | ---------- | ----------------- | ---------------- |
| 139946.01.01 (Cod LMI: SJ-I-s-B-04846)  | Așezarea Coțofeni de la Agrij - "La Piatre" / ansamblu anonim (Categorie: locuire civilă) (Tip: Așezare)                | sat Agrij, comuna Agrij              | La Piatre         | Coțofeni                        |            |            | Încărcați imagine | Raportați eroare |
| 139946.02                               | Topor neo-eneolitic la Agrij - "Dosul Măgurii" (Categorie: descoperire izolată) (Tip: obiect izolat)                    | sat Agrij, comuna Agrij              | Dosul Măgurii     |                                 |            |            | Încărcați imagine | Raportați eroare |
| 139946.03                               | Așezarea eneolitică de la Agrij - "Arinii Mulți"(Poderei) (Categorie: locuire civilă) (Tip: așezare)                    | sat Agrij, comuna Agrij              | Arinii Mulți      |                                 |            |            | Încărcați imagine | Raportați eroare |
| 139946.03.01                            | Așezarea eneolitică de la Agrij - "Arinii Mulți" / ansamblu anonim(Poderei) (Categorie: locuire civilă) (Tip: Așezare)  | sat Agrij, comuna Agrij              | Arinii Mulți      |                                 |            |            | Încărcați imagine | Raportați eroare |
| 139946.04                               | Topor preistoric de la Agrij - "La Pietre" (Categorie: descoperire izolată) (Tip: obiect izolat)                        | sat Agrij, comuna Agrij              | La Pietre         |                                 |            |            | Încărcați imagine | Raportați eroare |
| 139946.05.01                            | Așezarea neo-eneolitică de la Agrij- "Valea Brebănului" / ansamblu anonim (Categorie: locuire civilă) (Tip: Așezare)    | sat Agrij, comuna Agrij              | Valea Breabănului |                                 |            |            | Încărcați imagine | Raportați eroare |
| 139946.06                               | Unelte neo-eneolitice de la Agrij - "Vranițele Boznii" (Categorie: descoperire izolată) (Tip: obiect izolat)            | sat Agrij, comuna Agrij              | Vranițele Boznii  |                                 |            |            | Încărcați imagine | Raportați eroare |
| 141330.01                               | Topor neolitic de la Aleuș - "La Curături" (Categorie: descoperire izolată) (Tip: obiect izolat)                        | sat Aleuș, comuna Halmășd            | La Curături       |                                 |            |            | Încărcați imagine | Raportați eroare |
| 139991.01.01                            | Așezarea neolitică de la Almașu / ansamblu anonim (Categorie: locuire civilă) (Tip: Așezare)                            | sat Almașu, comuna Almașu            |                   |                                 |            |            | Încărcați imagine | Raportați eroare |
| 140262.01                               | Topor neolitic de la Aluniș (Categorie: descoperire izolată) (Tip: obiect izolat)                                       | sat Aluniș, comuna Benesat           |                   |                                 |            |            | Încărcați imagine | Raportați eroare |
| 139991.03.01 (Cod LMI: SJ-II-a-A-05009) | Ruinele cetății Almașului de la Almașu / ansamblu Ruinele cetății Almașului (Categorie: locuire militară) (Tip: Cetate) | sat Almașu, comuna Almașu            |                   | sec. XIII; reconstruită în 1627 |            |            | Încărcați imagine | Raportați eroare |
| 142097.02.01                            | Situl arheologic de la Aghireș-Sub Pășune / ansamblu anonim (Categorie: locuire) (Tip: așezare)                         | sat Aghireș, comuna Meseșenii de Jos | Sub Pășune        |                                 |            |            | Încărcați imagine | Raportați eroare |
| 142097.02.02                            | Situl arheologic de la Aghireș-Sub Pășune / ansamblu anonim (Categorie: locuire) (Tip: așezare)                         | sat Aghireș, comuna Meseșenii de Jos | Sub Pășune        | sec. IV-III a. Chr.             |            |            | Încărcați imagine | Raportați eroare |
| 142097.02.03                            | Situl arheologic de la Aghireș-Sub Pășune / ansamblu anonim (Categorie: locuire) (Tip: Mormânt de incinerație)          | sat Aghireș, comuna Meseșenii de Jos | Sub Pășune        | sec. IV-III a. Chr.             |            |            | Încărcați imagine | Raportați eroare |
| 142097.02.04                            | Situl arheologic de la Aghireș-Sub Pășune / ansamblu anonim (Categorie: locuire) (Tip: așezare)                         | sat Aghireș, comuna Meseșenii de Jos | Sub Pășune        | sec. IV-V                       |            |            | Încărcați imagine | Raportați eroare |
| 142097.02.05                            | Situl arheologic de la Aghireș-Sub Pășune / ansamblu anonim (Categorie: locuire) (Tip: așezare)                         | sat Aghireș, comuna Meseșenii de Jos | Sub Pășune        | sec. VIII - IX                  |            |            | Încărcați imagine | Raportați eroare |
| 142097.02.06                            | Situl arheologic de la Aghireș-Sub Pășune / ansamblu anonim (Categorie: locuire) (Tip: așezare)                         | sat Aghireș, comuna Meseșenii de Jos | Sub Pășune        | sec. X - XI                     |            |            | Încărcați imagine | Raportați eroare |
| 142097.02.07                            | Situl arheologic de la Aghireș-Sub Pășune / ansamblu anonim (Categorie: locuire) (Tip: așezare)                         | sat Aghireș, comuna Meseșenii de Jos | Sub Pășune        | sec. XIII - XIV                 |            |            | Încărcați imagine | Raportați eroare |
| 142097.03.01                            | Situl arheologic de la Aghireș-Livada Veche / ansamblu anonim (Categorie: locuire) (Tip: așezare)                       | sat Aghireș, comuna Meseșenii de Jos | Livada Veche      | sec. X - XII                    |            |            | Încărcați imagine | Raportați eroare |
| 142097.01                               | Situl arheologic de la Aghireș-Valea Mâții (Categorie: locuire) (Tip: așazare)                                          | sat Aghireș, comuna Meseșenii de Jos | Valea Mâții       |                                 |            |            | Încărcați imagine | Raportați eroare |
| 142097.04.01                            | Așezarea Latene de la Agireș - La Pod / ansamblu anonim (Categorie: locuire) (Tip: așezare)                             | sat Aghireș, comuna Meseșenii de Jos | La Pod            |                                 |            |            | Încărcați imagine | Raportați eroare |
| 139946.07.01                            | Așezarea Wietenberg de la Agrij - Măgura Boznii / ansamblu anonim (Categorie: locuire) (Tip: așezare)                   | sat Agrij, comuna Agrij              | Măgura Boznii     | Wietenberg                      |            |            | Încărcați imagine | Raportați eroare |
| 139946.08.01                            | Așezarea de epocă romană de la Agrij - Valea Coroanța / ansamblu anonim(Caronță) (Categorie: locuire) (Tip: așezare)    | sat Agrij, comuna Agrij              | Valea Coroanța    |                                 |            |            | Încărcați imagine | Raportați eroare |
| 141330.02.01                            | Situl arheologic de la Aleuș - Călata / ansamblu anonim (Categorie: locuire) (Tip: așezare)                             | sat Aleuș, comuna Halmășd            | Călata            | Tiszapolgar                     |            |            | Încărcați imagine | Raportați eroare |
| 141330.02.02                            | Situl arheologic de la Aleuș - Călata / ansamblu anonim (Categorie: locuire) (Tip: așezare)                             | sat Aleuș, comuna Halmășd            | Călata            |                                 |            |            | Încărcați imagine | Raportați eroare |
| 140262.02.01                            | Așezarea Suciu de Sus de la Aluniș - Sărătură / ansamblu anonim (Categorie: locuire) (Tip: așezare)                     | sat Aluniș, comuna Benesat           | Sărătură          | Suciu de Sus                    |            |            | Încărcați imagine | Raportați eroare |
| 140262.03.01                            | Așezarea medievală de la Aluniș / ansamblu anonim (Categorie: locuire) (Tip: așezare)                                   | sat Aluniș, comuna Benesat           |                   | sec. XIII                       |            |            | Încărcați imagine | Raportați eroare |